# Gundlachia
Gundlachia es un género de plantas con flores perteneciente a la familia de las asteráceas. Comprende 13 especies descritas y de estas, solo 9 aceptadas.

## Distribución
Un género endémico de las Indias Occidentales.

## Taxonomía
El género fue descrito por Asa Gray y publicado en Proceedings of the American Academy of Arts and Sciences xvi. (1881) 100. La especie tipo es: Gundlachia domingensis (Spreng.) A. Gray

## Especies
A continuación se brinda un listado de las especies del género Gundlachia aceptadas hasta junio de 2011, ordenadas alfabéticamente. Para cada una se indica el nombre binomial seguido del autor, abreviado según las convenciones y usos.
- Gundlachia apiculata Britton & S.F.Blake
- Gundlachia corymbosa (Urb.) Britton ex Bold.
- Gundlachia cubana Britton & S.F.Blake
- Gundlachia diffusa (Benth.) Urbatsch & R.P.Roberts
- Gundlachia domingensis (Spreng.) A.Gray
- Gundlachia foliosa Britton & S.F.Blake
- Gundlachia riskindii (B.L.Turner & G.Langford) Urbatsch & R.P.Roberts
- Gundlachia triantha (S.F.Blake) Urbatsch & R.P.Roberts
- Gundlachia truncata (G.L.Nesom) Urbatsch & R.P.Roberts